# Liselotte Schließer
Liselotte Susanne Schließer (* 1. Dezember 1918 in Dresden; † 20. Mai 2004 in Radebeul) war eine deutsche Heimatforscherin und Archivarin.

## Leben
Die in Dresden geborene Schließer arbeitete nach dem Besuch des Realgymnasiums bei der Post und ab 1949 beim Polygraph Druckmaschinenwerk Planeta in Radebeul. Dort war sie als Teilkonstrukteurin für die Maschinendokumentation verantwortlich.
Sie engagierte sich aktiv im Amateurfilmclub Radebeul des Kulturbundes, wo sie mit ihren Filmen mehrere Preise gewann.
Von 1981 bis 1991 war sie für das Stadtarchiv Radebeul zuständig. 1985 gründete sie die Interessengemeinschaft Heimatgeschichte beim Kulturbund, deren Leitung sie bis zu ihrem Tod 2004 innehatte. Ab 1990 veröffentlichte Schließer in der Zeitschrift Vorschau und Rückblick regelmäßig heimatkundliche Artikel und schrieb einige Bücher zu heimatkundlichen Themen der Lößnitz. Darüber hinaus arbeitete sie aktiv im gemeinnützigen verein für denkmalpflege und neues bauen radebeul mit.
Anlässlich des 80. Geburtstags des „wandelnden Radebeul-Lexikons“ im Jahr 1998 verlieh ihr die Stadt Radebeul eine Ehrenurkunde „in Würdigung hervorragender Leistungen bei der Erforschung und Darstellung der Geschichte der Stadt Radebeul“.
Liselotte Schließer ist auf dem Friedhof der Stadt Moritzburg beerdigt.

## Schriften
- Aus der Geschichte von Radebeul. Kulturbund, Radebeul 1990.
- Radebeul in alten Ansichten. Band 1. Europäische Bibliothek, Zaltbommel/Niederlande 1992, ISBN 90-288-5418-5.
- mit Volkmar Billeb: Herrschaftliche Landsitze in der Lössnitz. (= Große Baudenkmäler Nr. 505), Deutscher Kunstverlag, München 1996.
- mit Frank Förster: Carl Pfeiffer: Förderer des sächsischen Weinbaus. Edition Reintzsch, Radebeul 1996, ISBN 3-930846-07-1.
- Radebeul – Stadtführer durch Vergangenheit und Gegenwart. 1., ergänzte Auflage. Edition Reintzsch, Radebeul 2008, ISBN 978-3-930846-05-4.
- Kleine Geschichte der Stadt Radebeul. In: Dresdner Geschichtsverein (Hrsg.): Kulturlandschaft Lößnitz-Radebeul. (= Dresdner Hefte Nr. 54), Verlag Dresdner Geschichtsverein, Dresden 1998, ISBN 3-910055-44-3, S. 8–13.
- Radebeul in alten Ansichten. Band 2. Europäische Bibliothek, Zaltbommel/Niederlande 2002, ISBN 90-288-6693-0.